# Lutry
Lutry je obec (malé město) v západní (frankofonní) části Švýcarska, v kantonu Vaud, v okrese Lavaux-Oron. Žije zde přibližně 10 tisíc obyvatel.

## Geografie

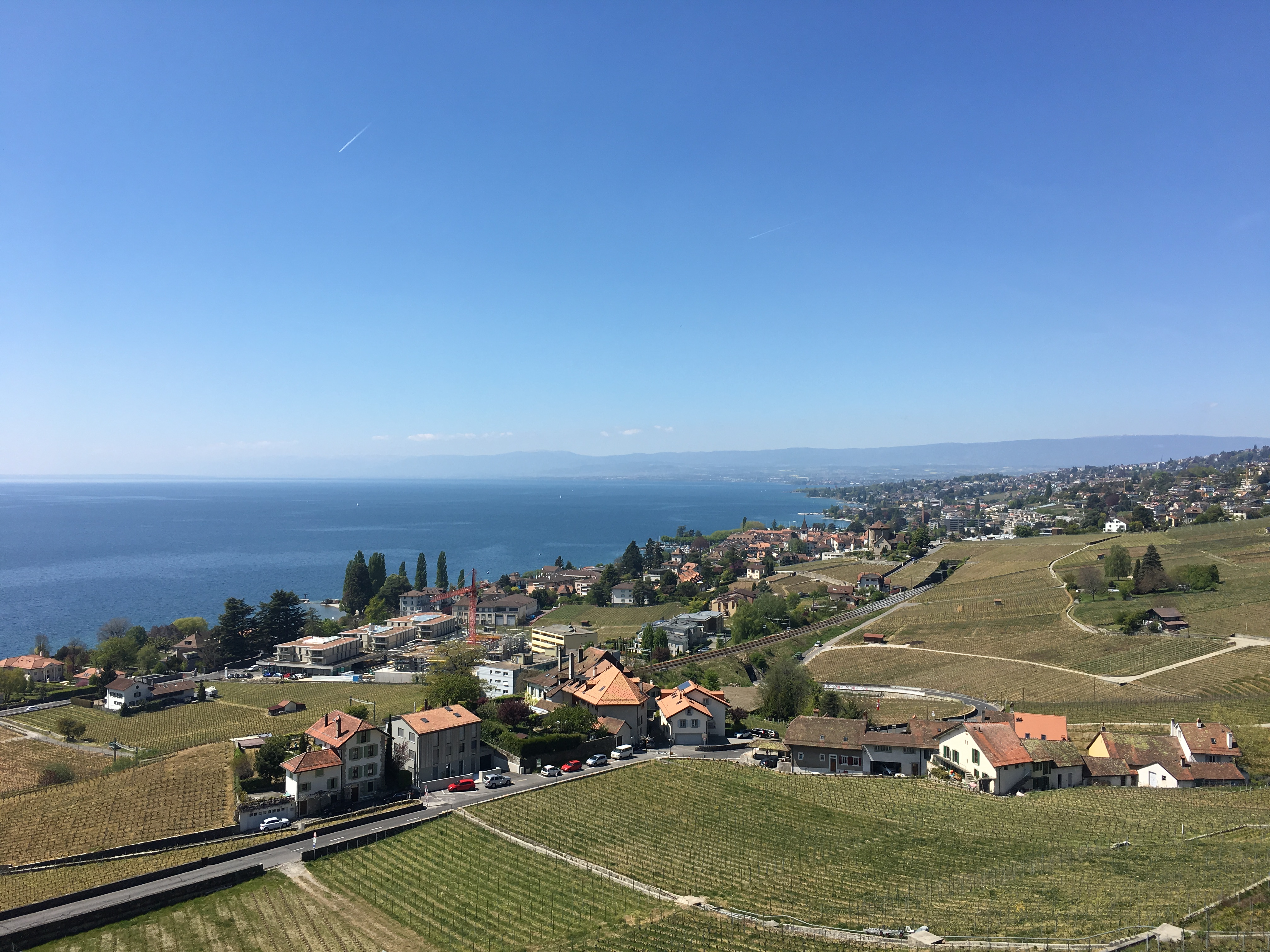
Vinice v okolí Lutry

Lutry leží v nadmořské výšce 383 m, vzdušnou čarou 5 km východo-jihovýchodně od hlavního města kantonu, Lausanne. Město se nachází v západní části vinařské oblasti Lavaux, na malém náplavovém kuželu tvořeném potokem Lutrive při jeho vtoku do Ženevského jezera, na jižním úpatí masivu Jorat.
Území obce o rozloze 8,5 km² zahrnuje část oblasti Lavaux na severním břehu Ženevského jezera (asi 2,5 km pobřeží jezera). Území obce se rozprostírá severně od břehu jezera přes rovinaté pobřeží až k vinicím po obou stranách údolí Lutrive a Bouteiller. Severozápadní hranice vede podél řeky Flon, přítoku Paudèze. Na severu a severovýchodě se oblast rozkládá na náhorní plošině jižně od Jorat. Nachází se zde lesní oblast Bois de la Ville, kde se nachází nejvyšší bod Lutry ve výšce 830 m n. m. V této oblasti se nachází i nejvyšší bod Lutry. V roce 1997 tvořila zastavěná plocha 33 % rozlohy obce, lesy a lesní plochy 21 % a zemědělství 46 %.
Lutry zahrnuje vesnice Châtelard (408 m n. m.) na Bouteiller a Savuit (466 m n. m.) ve vinicích nad obcí, La Conversion (501 m n. m.), Corsy (567 m n. m.) a Bossières (569 m n. m.). M.), která se rovněž nachází ve svahu, rozptýlená osada Monts de Lutry (většinou rodinné domy) s vesničkou La Croix-sur-Lutry (636 m n. m.) nad dálnicí, jakož i četné jednotlivé farmy. Sousedními obcemi Lutry jsou Paudex, Belmont-sur-Lausanne, Savigny a Bourg-en-Lavaux. Prostřednictvím Ženevského jezera Lutry sousedí také s Francií.

## Historie

Letecký pohled (1964)

Lutry má velmi dlouhou tradicí osídlení. Nejstarším dokladem člověka je řada kamenů s menhiry z období neolitu, objevená v roce 1984. Srovnání s francouzskými ozdobnými formami ukazuje na nejstarší výstavbu kultury Chassey-Lagozza-Cortaillod kolem roku 4500 až 4000 př. n. l. V této době pravděpodobně existovalo u Lutry sídliště na břehu řeky.
V době římské se na břehu jezera nacházela rybářská osada Lustriacum a strážní věž. Vesnice byla pod tímto názvem poprvé zmíněna v dokumentu z roku 516. Později se používaly názvy Lustraco (907), Lustriei (1147), Lustrey (1160), Lustrie (1213), Lustriez (1536) a ještě v roce 1849 se psalo Lutri. Etymologie názvu místa je nejasná. Mohl být odvozen od latinského slova lustrum (útočiště, jeskyně).
Oblast kolem Lutry patřila ve vrcholném středověku k Burgundskému království. Na počátku 11. století bylo v Lutry založeno benediktinské převorství, které spadalo pod francouzské opatství Savigny-en-Lyonnais. Kolem převorství vyrostla osada, která v roce 1079 připadla biskupovi z Lausanne. V letech 1212–1220 bylo Lutry obehnáno hradbami a později získalo statut města.
Po dobytí Vaudu Bernem v roce 1536 přešlo Lutry pod správu panství Lausanne. Převorství bylo sekularizováno v průběhu zavádění reformace bernskými panovníky. Po pádu Staré konfederace patřilo Lutry v letech 1798–1803 v období Helvétské republiky ke kantonu Léman, který byl poté po vstupu v platnost Ústavy o zprostředkování sloučen s kantonem Vaud. V roce 1798 bylo přiřazeno k okresu Lavaux. Teprve v roce 1824 se Savigny oddělilo od větší obce Lutry.

## Obyvatelstvo
| Rok            | 1850 | 1900 | 1910 | 1930 | 1950 | 1960 | 1970 | 1980 | 1990 | 2000 |
| Počet obyvatel | 2011 | 2243 | 2559 | 2595 | 2916 | 3481 | 4994 | 5884 | 7239 | 8270 |

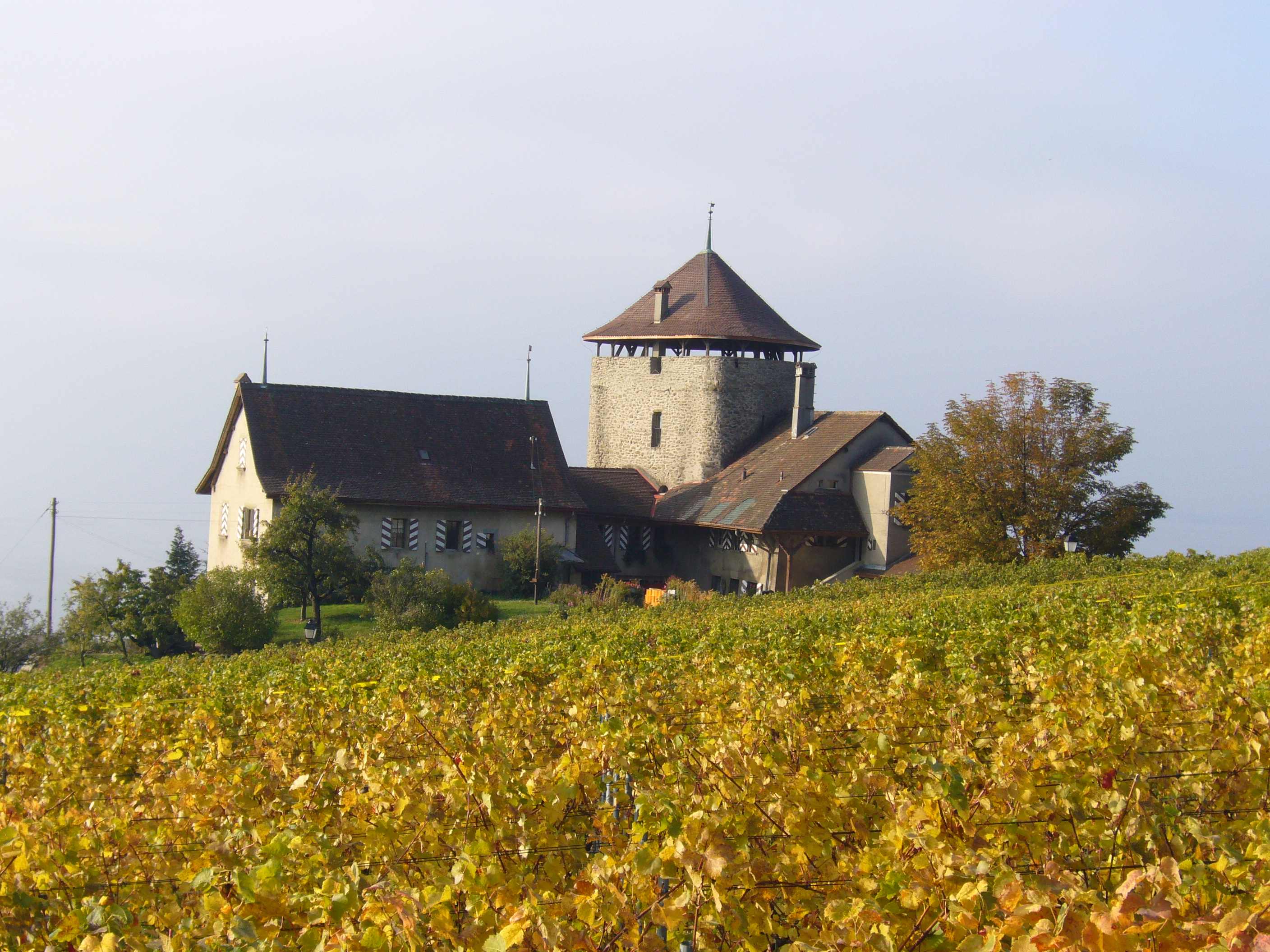
Věž Tour de Bertholod

Podle počtu obyvatel je Lutry největší obcí okresu Lavaux-Oron. Z celkového počtu obyvatel je 83,1 % francouzsky mluvících, 6,4 % německy mluvících a 3,8 % anglicky mluvících (stav v roce 2000). V roce 1900 žilo v Lutry celkem 2243 obyvatel. V průběhu 20. století počet obyvatel zpočátku pomalu rostl. Od roku 1960 se počet obyvatel více než zdvojnásobil; zejména v 60. a 80. letech 20. století byl zaznamenán silný nárůst. Dnes se osídlená oblast Lutry plynule spojila se zástavbou obcí Paudex a Belmont-sur-Lausanne.

## Hospodářství

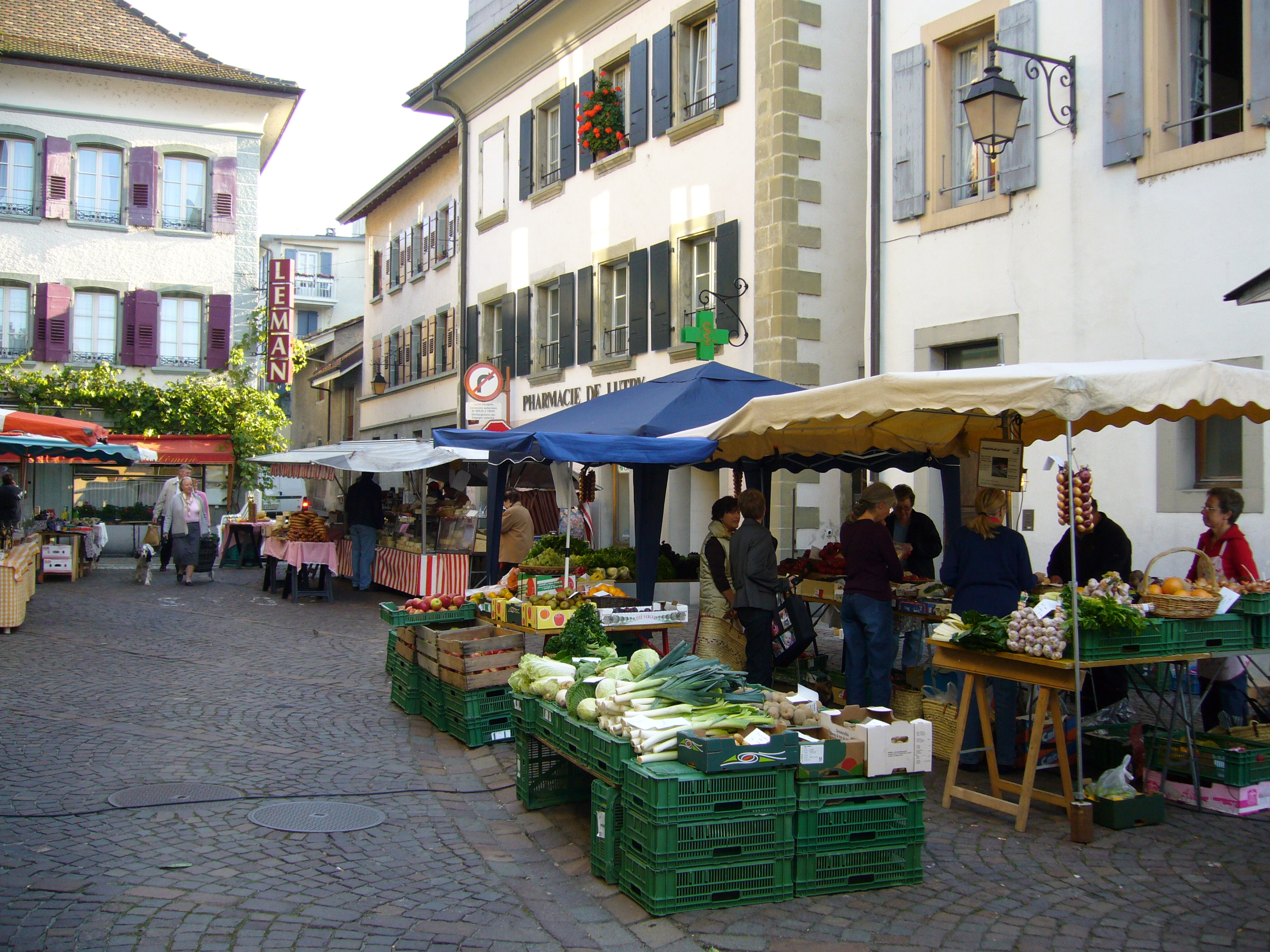
Trh v centru města

Až do začátku 20. století bylo Lutry malým městem, které se vyznačovalo především zemědělstvím. Poté se začalo rychle rozrůstat pod vlivem růstu nedalekého města Lausanne; přibližně od roku 1950 se zvýšil tlak na osídlení. Výstavba mnoha rodinných domů v posledních desetiletích proměnila Lutry v rezidenční obec. Mnoho zaměstnanců proto dojíždí za prací především do Lausanne. Dnes je Lutry součástí aglomerace Lausanne.
Z celkového počtu pracovních sil je 11 % stále zaměstnáno v zemědělství, 15 % v sekundárním sektoru a 74 % v sektoru služeb (k roku 2000). I v 21. století je vinařství na optimálně osluněných svazích Lavaux (asi 130 ha) stále velmi důležité. Lutry je největší vinařskou obcí v Lavaux. Vyrábějí se zde kvalitní vína s označením Lutry (západně od říčky Ruisseau de Bouteiller) a Villette (východně od této říčky). Na náhorních plošinách na okraji masivu Jorat převažuje zemědělství a chov dobytka.
V současné době sídlí v Lutry přibližně 400 malých a středních podniků. Patří mezi ně firmy z oblasti grafického průmyslu, přesné mechaniky, stavebnictví, informačních technologií, uměleckých řemesel a mnoho vinoték. Kromě zboží denní potřeby je průmysl v Lutry silně orientován také na cestovní ruch. Město má dobrou turistickou infrastrukturu. Ta zahrnuje dva přístavy: Port de Lutry a přístav Port du Vieux Stand, který byl otevřen v roce 1998. Každý rok na podzim se v Lutry koná slavnost vinobraní Fête des Vendanges.

## Doprava
Obec má velmi dobré dopravní spojení. Leží na hlavní silnici č. 9, která vede z Lausanne podél břehu jezera přes Vevey a Montreux do Valais. Nejbližší křižovatka na dálnici A9 (Lausanne–Sion), která byla otevřena v roce 1974 a prochází obcí, je Belmont (asi 2 km od centra obce).
Dne 2. dubna 1861 byl slavnostně otevřen úsek železniční trati Lausanne–Villeneuve z Lausanne do Valais se stanicí na okraji Lutry. Jen o něco později, 4. září 1862, byla zprovozněna také železniční trať Lausanne–Fribourg. Tato trať protíná území obce na úbočí kopce a má dvě stanice poblíž Lutry, La Conversion a Bossière. Veřejnou dopravu zajišťuje společnost Transports publics de la région Lausannoise trolejbusovou linkou 9 (Prilly – Lausanne – Lutry) a autobusovými linkami. Lutry je také spojeno s dalšími obcemi na břehu jezera prostřednictvím osobní lodní dopravy na Ženevském jezeře.

## Zajímavosti
Terasovitě upravené svahy místní vinařské oblasti Lavaux jsou zařazeny do seznamu světového kulturního dědictví UNESCO.